# Dekanat Dachau
Das Dekanat Dachau ist ein Dekanat der römisch-katholischen Kirche im Erzbistum München und Freising.

## Gebiet
Territorial umfasste das Dekanat bis Ende 2012 in etwa die Stadt Dachau und die Gemeinden Bergkirchen, Hebertshausen, Haimhausen, Fahrenzhausen, Röhrmoos und Schwabhausen. So gehörten achtzehn Pfarreien zum Dekanat Dachau, die in fünf Pfarrverbänden organisiert waren. Dekan war seit Juni 2022 der Pfarrer Benjamin Gnan, der zugleich als Leiter des Pfarrverbandes Dachau-St. Jakob fungiert. Sein Vorgänger war Heinrich Denk vom Pfarrverband Dachau-Hl. Kreuz – St. Peter.
Mit der Dekanatsreform, die zum 1. Januar 2024 in Kraft trat, wurden die 40 Dekanate im Erzbistum München und Freising zu 18 Dekanaten zusammengefasst. Die Pfarrverbände und Einzelpfarreien selbst bleiben dadurch unangetastet. Zum Dekanat Dachau kamen zum 1. Januar 2024 das Dekanat Indersdorf und Teile von München-Feldmoching. Das neue Dekanat Dachau besteht nun aus den Pfarrverbänden Altomünster, Röhrmoos-Hebertshausen, Bergkirchen-Schwabhausen, Dachau-St. Jakob, Dachau-Hl. Kreuz und St. Peter, Indersdorf, Fahrenzhausen-Haimhausen, Karlsfeld, Odelzhausen, Erdweg und Petershausen-Vierkirchen-Weichs. Zu ihnen gehören 44 Pfarreien und 2 Kuratien. Am 28. Juni 2024 feierten die Pfarrgemeinden das Errichtungsfest des neuen Dekanats.
Dekan ist nunmehr Pfarrer Peter Dietz, Leiter des Pfarrverbands Petershausen-Vierkirchen-Weichs.

## Liste der Pfarreien
| Bild | Kirche                  | Ort                       | Filialkirchen | Zugehörigkeit                                |
| ---- | ----------------------- | ------------------------- | --- | -------------------------------------------- |
|      | St. Alto                | Altomünster               | | Pfarrverband Altomünster                     |
|      | St. Nikolaus            | Arnbach                   | St. Martin, Weyhern | Pfarrverband Erdweg                          |
|      | St. Peter und Paul      | Asbach                    | | Pfarrverband Petershausen-Vierkirchen-Weichs |
|      | Heilig Kreuz            | Dachau-Ost                | | Pfarrverband Dachau-Hl. Kreuz – St. Peter    |
|      | St. Peter               | Dachau-Augustenfeld       | | Pfarrverband Dachau-Hl. Kreuz – St. Peter    |
|      | St. Jakob               | Dachau-Altstadt           | St. Laurentius, Etzenhausen St. Stephan, Steinkirchen St. Leonhard, Webling St. Nikolaus, Goppertshofen St. Kastulus, Prittlbach                                         | Pfarrverband Dachau-St. Jakob                |
|      | Mariä Himmelfahrt       | Dachau-Süd                | | Pfarrverband Dachau-St. Jakob                |
|      | St. Benedikt            | Ebertshausen              | St. Florian, Wiedenzhausen | Pfarrverband Odelzhausen                     |
|      | St. Stephan             | Egenburg                  | | Pfarrverband Odelzhausen                     |
|      | St. Margareta           | Einsbach                  | | Pfarrverband Odelzhausen                     |
|      | St. Nikolaus            | Mitterndorf               | St. Vitus, Günding Unsere Liebe Frau Im Moos, Eschenried | Pfarrverband Dachau-St. Jakob                |
|      | St. Ursula              | Pellheim                  | St. Johannes und Paulus, Arzbach St. Johannes, Oberweilbach St. Martin, Unterbachern                                                                                     | Pfarrverband Dachau-St. Jakob                |
|      | St. Johann Baptist      | Bergkirchen               | St. Bartholomäus, Breitenau St. Nikolaus, Deutenhausen St. Augustinus, Feldgeding St. Jakob, Lauterbach St. Jakob, Oberbachern St. Urban, Palsweis                       | Pfarrverband Bergkirchen                     |
|      | Heilig Kreuz            | Kreuzholzhausen           | Unsere Liebe Frau, Machtenstein | Pfarrverband Bergkirchen                     |
|      | St. Peter und Paul      | Oberroth                  | | Pfarrverband Bergkirchen                     |
|      | St. Michael             | Schwabhausen              | St. Kastulus, Puchschlagen St. Laurentius, Rumeltshausen | Pfarrverband Bergkirchen                     |
|      | St. Peter               | Ampermoching              | Mariä Geburt, Unterweilbach St. Nikolaus, Sulzrain | Pfarrverband Röhrmoos-Hebertshausen          |
|      | St. Georg               | Großinzemoos              | St. Magarete, Kleininzemoos St. Vitalis, Sigmertshausen | Pfarrverband Röhrmoos-Hebertshausen          |
|      | Zum Allerh. Welterlöser | Hebertshausen             | St. Georg, Hebertshausen | Pfarrverband Röhrmoos-Hebertshausen          |
|      | St. Valentin            | Hirtlbach                 | St. Alban in Eisenhofen | Pfarrverband Erdweg                          |
|      | Mariä Himmelfahrt       | Indersdorf                | St. Ottilia in Straßbach | Pfarrverband Indersdorf                      |
|      | St. Johannes der Täufer | Röhrmoos                  | St. Lantpert, Riedenzhofen | Pfarrverband Röhrmoos-Hebertshausen          |
|      | St. Nikolaus            | Haimhausen                | St. Martin, Amperpettenbach St. Margareta, Großnöbach Johannes Baptist, Hörenzhausen Maria Himmelfahrt, Inhausen St. Jakobus und St. Stephan, Ottershausen Bründlkapelle | Pfarrverband Fahrenzhausen-Haimhausen        |
|      | Mariä Himmelfahrt       | Jarzt-Fahrenzhausen       | St. Vitus, Fahrenzhausen St. Silvester, Appercha St. Stephanus, Lauterbach St. Peter und Paul, Westerndorf St. Anna, Unterbruck                                          | Pfarrverband Fahrenzhausen-Haimhausen        |
|      | Kuratie St. Georg       | Weng                      | St. Leonhard, Großeisenbach | Pfarrverband Fahrenzhausen-Haimhausen        |
|      | St. Michael             | Giebing                   | St. Johannes der Täufer, Kammerberg St. Laurentius, Viehberg | Pfarrverband Fahrenzhausen-Haimhausen        |
|      | St. Anna                | Karlsfeld                 | Nebenkirche Sankt Johann Nepomuk, Ludwigsfeld | Pfarrverband Karlsfeld                       |
|      | St. Josef               | Karlsfeld                 | | Pfarrverband Karlsfeld                       |
|      | St. Martin              | Kleinberghofen            | | Pfarrverband Erdweg                          |
|      | St. Martin              | Kollbach                  | Maria Geburt in Kollbach (Frauenkirche) – ehemalige Wallfahrtskirche Maria Verkündigung, Glonnbercha                                                                     | Pfarrverband Petershausen-Vierkirchen-Weichs |
|      | St. Michael             | Langenpettenbach          | St. Mauritius, Ottmarshart | Pfarrverband Indersdorf                      |
|      | St. Georg               | Niederroth                | | Pfarrverband Indersdorf                      |
|      | St. Vitus               | Obermarbach               | | Pfarrverband Petershausen-Vierkirchen-Weichs |
|      | St. Benedikt            | Odelzhausen               | St. Peter, Miegersbach Unschuldige Kinder, Essenbach | Pfarrverband Odelzhausen                     |
|      | St. Peter und Paul      | Sielenbach                | | Pfarrverband Altomünster                     |
|      | St. Laurentius          | Sittenbach                | St. Leonhard, Roßbach | Pfarrverband Odelzhausen                     |
|      | St. Johann Baptist      | Sulzemoos                 | | Pfarrverband Odelzhausen                     |
|      | St. Jakobus             | Vierkirchen               | St. Martin, Biberbach St. Nikolaus, Rettenbach St. Leonhard, Pasenbach St. Peter und Paul, Rudelzhofen St. Nikolaus, Jedenhofen                                          | Pfarrverband Petershausen-Vierkirchen-Weichs |
|      | Mariä Himmelfahrt       | Walkertshofen             | Pfarrzentrum St. Paul, Erdweg Basilika St. Peter und Paul am Petersberg                                                                                                  | Pfarrverband Erdweg                          |
|      | St. Martin              | Weichs                    | | Pfarrverband Petershausen-Vierkirchen-Weichs |
|      | St. Peter               | Welshofen                 | St. Gabinus, Unterweikertshofen St. Antoniuskapelle, Oberhandenzhofen | Pfarrverband Erdweg                          |
|      | St. Korbinian           | Westerholzhausen          | | Pfarrverband Indersdorf                      |
|      | St. Bartholomäus        | Wollomoos                 | | Pfarrverband Altomünster                     |
|      | St. Michael             | Pfaffenhofen an der Glonn | St. Ulrich, Oberumbach St. Martin, Unterumbach | Pfarrverband Odelzhausen                     |
|      | St. Laurentius          | Petershausen              | St. Notburga, Weißling | Pfarrverband Petershausen-Vierkirchen-Weichs |
|      | Kuratie St. Georg       | Großberghofen             | | Pfarrverband Erdweg                          |